# 御厨規三

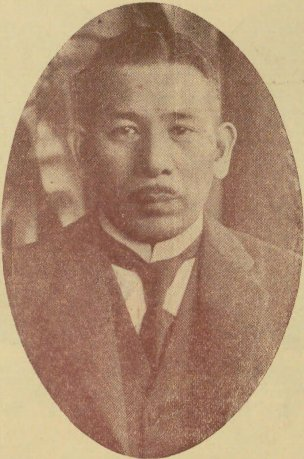
御厨規三

御厨 規三（みくりや のりぞう、1879年（明治12年）11月3日 – 1941年（昭和16年）8月20日）は、津市長、佐世保市長。族籍は佐賀県士族。

## 経歴
佐賀県小城郡多久村（現在の多久市）に御厨利貞の長男として生まれる。1902年（明治35年）、第五高等学校大学予科第一部（法科）を卒業。1906年（明治39年）、東京帝国大学法科大学独法科を卒業。警視庁警部、台湾総督府警視、台湾総督府専売局煙草課長、南投庁長、高雄州内務部長を歴任した。
1922年（大正11年）、津市長に選出され、1925年（大正14年）まで在任した。翌年には東京市社会局長に就任し、1928年（昭和3年）まで在任した。1930年（昭和5年）に佐世保市長に選出され、1934年（昭和9年）まで務めた。その後、第19回衆議院議員総選挙・第20回衆議院議員総選挙に出馬したが、当選を果たすことはできなかった。
その他、滝乃川学園常務理事を務めた。

## 著書
- 警察法要論（1913年、清水書店）
- 台湾の警察要論（1915年、新高堂書店） - 石川忠一との共著